# Święty Serenikus
Święty Serenikus, Cerenico lub Cenerico (zm. 7 maja 669) – święty katolicki, mnich.
Był diakonem w Le Mans. Pielgrzymka do grobów św. Marcina z Tours i św. Juliana z Le Mans zaowocowała zmianą trybu życia. Serenikus resztę życia poświęcił ascezie żyjąc w odosobnienu.
Jego wspomnienie obchodzone jest  w dies natalis (7 maja).